# مازیار اسلامی
مازیار اسلامی (متولد ۱۳۴۹ در آبادان) مترجم، منتقد و پژوهشگرِ ایرانیِ سینما و هنر است.